# Vitalien de Capoue
Pour les articles homonymes, voir Vitalien.
Vitalien (en italien : Vitaliano), mort le 16 juillet 699 à Montevergine, frazione de Mercogliano, est le 25e évêque de Capoue, et le légendaire fondateur du  sanctuaire de Montevergine (it).

## Hagiographie
Souvent considéré comme étant né à Capoue, il est reconnu par le Martyrologe romain comme Caudii in Campania, sancti Vitaliani, episcopi d'après un passage de l'ancien Martyrologe hiéronymien, ce qui laisse supposer une origine samnite, et plus précisément de la ville de Caudium, qui se trouvait alors à mi-chemin entre Bénévent et Capoue. Ces deux villes (Bénévent et Capoue), disent de lui qu'il avait été l'évêque de leurs villes et certains historiens considèrent qu'il le fut d'abord de l'une puis de l'autre, bien qu'il n'apparaisse pas sur l'ancien calendrier des saints de Capoue, au XIIe siècle.
La source principale sur sa vie est un codex en parchemin du XIIe siècle retrouvé par le cardinal Stefano Borgia dans la bibliothèque de l’église de Bénévent,. Selon ce texte, Vitalien fut proclamé, contre son gré, par le peuple et par le clergé comme évêque de Capoue. Malheureusement, certains prélats, qui le détestaient et qui espéraient prendre possession de la charge épiscopale, substituèrent, pendant une nuit, ses affaires avec celles d'une femme. Le matin, Vitalien se réveilla pour l'office et, ne s’apercevant pas de la substitution, alla à l'église ainsi où toutes les personnes présentes se moquèrent de lui et l'accusèrent de prêcher la chasteté, mais de ne pas la pratiquer lui-même,. Vitalien, protestant son innocence, enleva tout de suite l'habit qu'il endossait et abandonna le diocèse pour partir pour Rome auprès du pape. Mais ses ennemis le poursuivirent et le rejoignirent aux abords de la cité de Sinuessa. Ils l'enfermèrent dans un sac de cuir et le jetèrent à la mer. Grâce à la protection divine, Vitalien rejoignit la ville d'Ostie par voie maritime où il fut libéré. Sain et sauf, il resta en ces lieux pendant environ sept mois.
Pendant ce temps, la ville de Capoue fut touchée par la punition divine qui amena la sécheresse, la peste et la famine. En voyant cela, les habitants qui avaient, entre-temps, retrouvé Vitalien, le supplièrent de reprendre sa charge épiscopale. Une fois ce dernier revenu à Capoue, une pluie abondante fit cesser la sécheresse et par là, la famine. Cependant, Vitalien refusa l'évêché et, sentant sa mort approcher, se retira dans un ermitage, d'abord en un lieu près de Caserte nommé Miliarum (ou Maltanum), puis à Montevergine où Vitalien fonda le sanctuaire. En effet, il édifia en ses lieux un petit sanctuaire dédié à la Vierge Marie, et où il s'éteignit le 16 juillet 699,,.

## Culte
En une date antérieure à 716 (ou 914 selon d'autres sources), son corps aurait été déplacé du sanctuaire de Montevergine à Bénévent en raison des raids sarrasins et grâce à l’évêque de Bénévent, Jean V,. Le 27 octobre 1121, à l'occasion du transfert du siège de l'évêché, de Taverna à Catanzaro, le pape Calixte II fit transporter les reliques de saint Vitalien à Catanzaro,,. Une équivoque, à l'époque, affirmait en effet que les reliques de Vitalien de Capoue se trouvaient déjà à Catanzaro, mais celui-ci avait été confondu avec son homonyme, Vitalien d'Osimo, qui avait aussi été évêque.
En 1311, fut édifiée par le comte de Catanzaro, Pietro Ruffo, une chapelle accolée à la cathédrale qui fut dédiée à saint Vitalien et dans laquelle furent exposées les reliques du saint. En 1583, la chapelle ayant été abandonnée, l’évêque Nicolò Orazio fit mettre les reliques saintes dans une petite caisse doublée de velours. La tradition veut que les reliques de saint Vitalien aient transpiré.

## Source
- (it) Cet article est partiellement ou en totalité issu de l’article de Wikipédia en italien intitulé « Vitaliano da Capua » (voir la liste des auteurs).